# Episymploce ridleyi
Episymploce ridleyi är en kackerlacksart som först beskrevs av Robert Walter Campbell Shelford 1907.  Episymploce ridleyi ingår i släktet Episymploce och familjen småkackerlackor. Inga underarter finns listade i Catalogue of Life.